# Jerrel Hak
Jerrel Hak (Den Haag, 6 juni 2000) is een Nederlands-Surinaams voetballer die als aanvaller speelt.  

## Loopbaan
Hak is geboren in Den Haag. Hij begon te voetballen in de jeugd bij HVV Laakkwartier, speelde vervolgens bij ADO Den Haag, Forum Sport en Almere City FC. Op 27 augustus 2021 tekende hij eerste contract bij GVV Unitas Hierna ging hij naar Ijsselmeervogels.  Overig had hij ook gespeeld bij Jong Sparta Rotterdam en Quick Boys.  
Op 1 september 2023 tekende hij een contract bij Beerschot tot met 30 juni 2024. Hij speelt nu bij Beerschot onder 23.  Op 12 januari 2024 in de thuiswedstrijd tegen RSCA Futures maakte Hak zijn debuut voor Beerschot. Hij kwam in de 80e minuut als invaller voor Charly Keita. Het wedstrijd werd gelijkgespeeld.  Op 13 april 2024 werd Beershot kampioen van Eerste Klasse B. Nadat hij een half jaar zonder club zat, sloot hij in januari 2025 aan bij VV Noordwijk dat uitkomt in de Tweede divisie.

## Statistieken
| Seizoen                     | Club                  | Land           | Competitie      | Competitie | Competitie | Beker | Beker | Nacompetitie | Nacompetitie | Totaal | Totaal |
| Seizoen                     | Club                  | Land           | Competitie      | Wed.       | Dlp.       | Wed.  | Dlp.  | Wed.         | Dlp.         | Wed.   | Dlp.   |
| --------------------------- | --------------------- | -------------- | --------------- | ---------- | ---------- | ----- | ----- | ------------ | ------------ | ------ | ------ |
| 2021/22                     | GVV Unitas            | Nederland      | Derde Divisie   | 14         | 7          | 2     | 1     | 0            | 0            | 16     | 8      |
| 2021/22                     | Ijsselmeervogels      | Nederland      | Tweede Divisie  | 23         | 5          | 0     | 0     | 0            | 0            | 23     | 5      |
| 2022/23                     | Jong Sparta Rotterdam | Nederland      | Tweede Divisie  | 31         | 7          | 0     | 0     | 0            | 0            | 31     | 7      |
| 2023/24                     | Quick Boys            | Nederland      | Tweede Divisie  | 1          | 0          | 0     | 0     | 0            | 0            | 1      | 0      |
| 2023/24                     | Beerschot             | België         | Eerste Klasse B | 3          | 0          | 0     | 0     | 0            | 0            | 3      | 0      |
| Carrièretotaal              | Carrièretotaal        | Carrièretotaal | Carrièretotaal  | 72         | 19         | 2     | 1     | 0            | 0            | 74     | 20     |
| Bijgewerkt t/m 20 juli 2024 |                       |                |                 |            |            |       |       |              |              |        |        |

## Erelijst
| Competitie      | Aantal   | Jaren    |
| Beershot        | Beershot | Beershot |
| --------------- | -------- | -------- |
| Eerste klasse B | 1x       | 2023/24  |